# 倫勃朗之家博物館
倫勃朗之家博物館（荷蘭語：Museum Het Rembrandthuis）是位於荷蘭首都阿姆斯特丹市的一座博物館。

## 历史
畫家倫勃朗自1639年到1656年曾在此居住。2012年，有193,250名遊客參觀倫勃朗之家博物館。

## 画廊
几年前住宅经过装修和翻新，变得和伦勃朗时代样子更贴近。

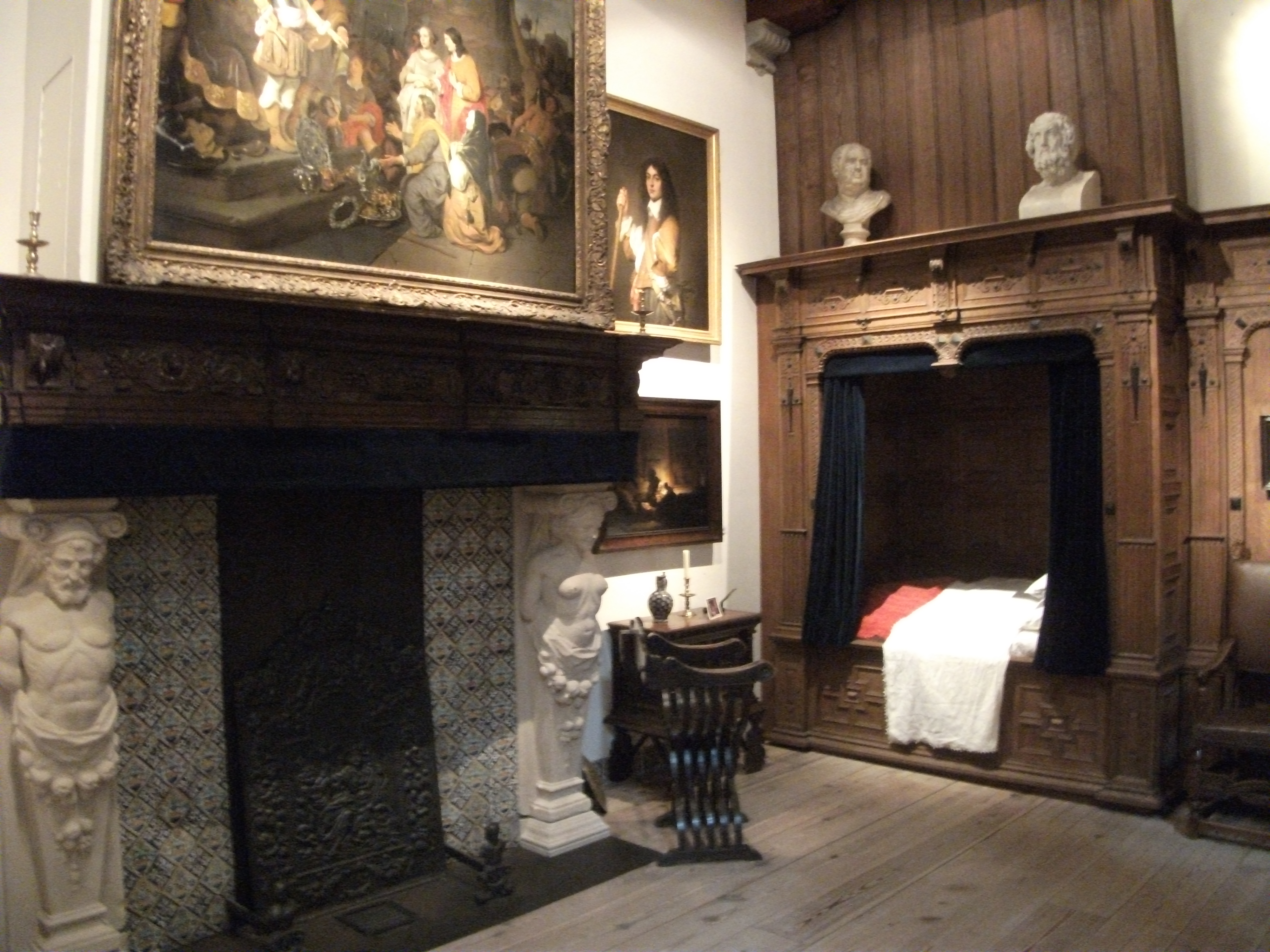
卧室，17世纪并不属于伦勃朗，只是跟原本的复制品
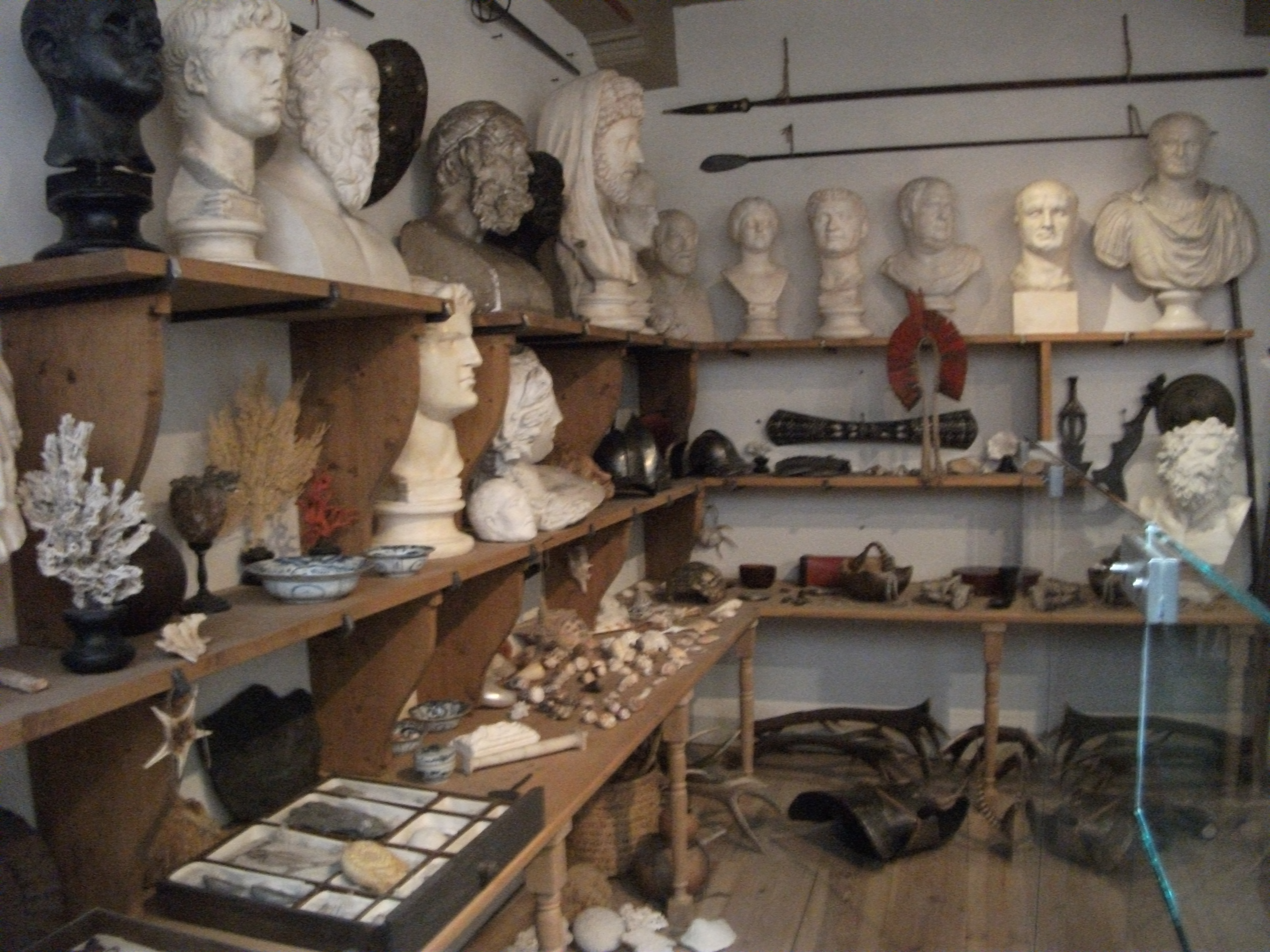
重新翻新的伦勃朗收藏室

## 营业时间
- 上午10点-下午6点

## 门票
- 成人13欧
- 儿童5岁以下免费
- 儿童6-17岁4欧
- 学生10欧
- 博物馆卡免费

## 外部連結
- Rembrandt House Museum （页面存档备份，存于）, official website

Template:伦勃朗